# پاکسازی قومی ارمنی‌ها از قره‌باغ کوهستانی
آذربایجان در ۱۹ تا ۲۰ سپتامبر ۲۰۲۳ حمله نظامی را به منطقه مورد مناقشه قره‌باغ کوهستانی آغاز کرد که با تسلیم جمهوری آرتساخ و انحلال نیروهای مسلح آن پایان یافت. قبل از این حمله، جمهوری آرتساخ که در سطح بین‌المللی به عنوان بخشی از آذربایجان شناخته می‌شد، اما توسط ارمنی‌های بومی اداره می‌شد، جمعیتی نزدیک به ۱۲۰۰۰۰ نفر داشت. در مواجهه با تهدید نسل‌کشی و پاکسازی قومی آذربایجان، تقریباً کل جمعیت قره‌باغ کوهستانی، تا پایان سپتامبر ۲۰۲۳ گریختند. این جابجایی گسترده مردم توسط کارشناسان بین‌المللی به عنوان جنایت جنگی یا جنایت علیه بشریت توصیف شده‌است. در حالی که دولت آذربایجان و مقامات آن به ساکنان دربارهٔ امنیت آنها اطمینان دادند و بر قصد آنها برای ادغام مجدد جمعیت ارمنی تأکید کردند، شک و تردید زیادی پیرامون این اطمینان‌ها وجود داشت، که ناشی از سابقه اثبات‌شده آذربایجان در زمینه اقتدارگرایی و سرکوب جمعیت ارمنی آن بود.

## زمینه
مناقشه قره‌باغ کوهستانی یک مناقشه قومی و ارضی بین ارمنستان و جمهوری آذربایجان بر سر منطقه قره‌باغ کوهستانی است که در داخل آذربایجان واقع شده‌است اما عمدتاً ارمنی‌نشین است.
در دوران اتحاد جماهیر شوروی، ارمنیان ساکن در استان خودمختار قره‌باغ کوهستانی تبعیض قابل توجهی را تجربه کردند. مقامات جمهوری سوسیالیستی آذربایجان شوروی فرهنگ و هویت ارمنی را در قره‌باغ کوهستانی سرکوب کردند و فعالانه ارمنی‌ها را مهاجرت دادند و آذربایجانی‌ها را تشویق کردند تا در آنجا ساکن شوند. با وجود این اقدامات، ارمنی‌ها همچنان اکثریت منطقه باقی ماندند. در سال ۱۹۸۸، در دوره گلاسنوست، همه‌پرسی‌ای در قره‌باغ کوهستانی برگزار شد که پیشنهاد انتقال آن به جمهوری سوسیالیستی ارمنستان شوروی را مطرح کرد. این اقدام با یک سری قتل‌عام علیه ارمنی‌ها در سراسر آذربایجان مواجه شد و منجر به وقوع جنگ اول قره باغ کوهستانی شد.
درگیری بعدی، جنگ دوم قره‌باغ کوهستانی در سال ۲۰۲۰، هزاران تلفات را به همراه داشت و با پیروزی قابل توجه آذربایجان پایان یافت. این جنگ به آذربایجان اجازه داد تا تمام مناطق اطراف قره‌باغ کوهستانی و یک سوم خود منطقه قره‌باغ کوهستانی را در کنترل بگیرد. از زمان جنگ ۲۰۲۰، نقض آتش‌بس در قره‌باغ کوهستانی و در مرز ارمنستان و آذربایجان ادامه داشته‌است که منجر به تلفات پراکنده، شده‌است.
در دسامبر ۲۰۲۲، آذربایجان کریدور لاچین را مسدود کرد، تنها جاده‌ای که قره‌باغ کوهستانی را به ارمنستان متصل می‌کرد و قرار بود تحت کنترل نیروهای حافظ صلح روسی باشد، که منجر به کمبودهای گسترده شد. در فوریه ۲۰۲۳ ، دادگاه بین‌المللی دادگستری به آذربایجان دستور داد که حرکت آزادانه به قره‌باغ کوهستانی را تضمین کند و حکم داد که محاصره خطری واقعی و قریب‌الوقوع برای «سلامت و زندگی» جمعیت ارمنی قره‌باغ کوهستانی ایجاد می‌کند. اما این حکم عملی نشد. تا اوایل سپتامبر ۲۰۲۳، محاصره باعث شده بود که ذخایر برای همه به پایان برسد. دارو یا سوخت کمی وجود داشت، در حالی که نان، یکی از مواد اصلی منطقه، به یک قرص برای هر خانواده در روز جیره‌بندی می‌شد. جمهوری باکو همچنین زیرساخت‌های غیرنظامی حیاتی در منطقه از جمله گاز، برق و دسترسی به اینترنت را خراب کرد. جمهوری باکو یک ایست بازرسی مرزی در این کریدور نصب کرد و با تیراندازی مرزی در نزدیکی این ایست بازرسی در ژوئن ۲۰۲۳، با عدم اجازه حمل و نقل به منطقه، محاصره را تشدید کرد.
ناظران بین‌المللی، از جمله لوئیس مورنو اوکامپو، دادستان دادگاه کیفری بین‌المللی، ابراز نگرانی کردند که محاصره آذربایجان می‌تواند آغاز یک نسل‌کشی باشد. اوکامپو به‌طور خاص اظهار داشت که به نظر می‌رسد اقدامات باکو، که شامل خودداری از تدارکات ضروری مانند غذا و دارو می‌شود، تلاشی حساب‌شده برای تحمیل شرایط سخت زندگی بر جمعیت ارمنی قره‌باغ کوهستانی باشد که برای تخریب فیزیکی آن پیش‌بینی شده‌است. در اوت ۲۰۲۳، در نتیجه مستقیم محاصره، یکی از ساکنان قره‌باغ کوهستانی از گرسنگی جان باخت. رئیس‌جمهور ارمنستان باکو را محکوم کرد و تأکید کرد که این کشور با گرسنگی دادن ارمنی‌ها در قره‌باغ کوهستانی مرتکب نسل‌کشی شده‌است. به همین ترتیب، رونالد گریگور سانی اظهار داشت: «باکو مصمم است زندگی ارمنی‌ها را غیرممکن کند، آنها را گرسنگی بدهد و آنها را تحت فشار بگذارد تا منطقه را ترک کنند.»
باکو در ۱۹ سپتامبر ۲۰۲۳ حمله‌ای را در قره‌باغ کوهستانی با هدف خلع سلاح ارتش جمهوری آرتساخ آغاز کرد. این حمله که ۲۴ ساعت به طول انجامید، منجر به صدها تلفات از هر دو طرف و کشته‌شدن پنج صلح‌بان روسی شد. پس از موافقت دولت جمهوری آرتساخ با تسلیم، مذاکراتی آغاز شد که منجر شد آذربایجان در نهایت راه آرتساخ به ارمنستان را بازگشایی کند. این حرکت برای ارمنیان راهی برای تخلیه منطقه فراهم کرد و تقریباً همه ارمنیان از ۲۴ سپتامبر به بعد شروع به ترک منطقه کردند.

## گریختن
قبل از حمله آذربایجان به قره‌باغ کوهستانی، نگرانی‌های فزاینده‌ای وجود داشت که آذربایجان، با سابقه‌ای طولانی از احساسات ضد ارمنی، ممکن است نسل‌کشی علیه ارمنی‌های منطقه را تکرار کند. Elchin Amirbeyov نماینده رئیس‌جمهور آذربایجان تهدید کرد که در صورت تسلیم نشدن جمهوری آرتساخ «ممکن است نسل‌کشی رخ دهد». با تکرار این نگرانی، سناتور باب منندز، رئیس کمیته روابط خارجی سنای ایالات متحده، خواستار اعمال تحریم‌ها علیه باکو برای جلوگیری از نسل‌کشی شد.
در پی فروپاشی نیروهای دفاعی قره‌باغ کوهستانی، موسسه پیشگری از نسل‌کشی لمکین هشداری صادر کرد و توجه را به خطر جدی نسل‌کشی ارمنی‌ها در منطقه جلب کرد و سطوح شدید احساسات ضد ارمنی در ارتش آذربایجان را برجسته کرد. علاوه بر این، تهدیدها و پیام‌های توهین‌آمیز، علیه مردم ارمنی، با هدف قرار دادن غیرنظامیان، حتی نمونه‌هایی مانند قتل‌عام ارمنی‌هایی که ترجیح دهند که بمانند، در کانال‌های رسانه‌های اجتماعی آذربایجان بیداد می‌کرد. در یک اعلامیه همزمان، سازمان دیده‌بان نسل‌کشی نیز هشداری را به صدا درآورد و وضعیت را به عنوان مرحله ۹ از ۱۰ مرحله چارچوب نسل‌کشی خود طبقه‌بندی کرد.
جدول زمانی
در ۲۴ سپتامبر، با وجود محاصره مداوم، آذربایجان به غیرنظامیان ارمنی اجازه داد تا از گذرگاه لاچین برای سفر یک‌طرفه به ارمنستان استفاده کنند. در همان روز، با افزایش ترس از نسل‌کشی، پاکسازی قومی، و آزار و اذیت، گروه اولیه پناهندگان از طریق پست مرزی کورنیدزور وارد ارمنستان شدند. تا پایان روز، همان‌طور که توسط دولت ارمنستان گزارش شده‌است، ۱۰۵۰ پناهنده خود را به مکانی امن در ارمنستان رسانده بودند. خبر این گذرگاه پخش شد و منجر به مهاجرت دسته‌جمعی شد.
تا ۲۵ سپتامبر، طبق گفته دولت ارمنستان، ۶۵۰۰ پناهجو از قره‌باغ وارد شده بودند. پس از تحمل ماه‌ها کمبود عرضه سوخت در حالی که مردم در محاصره بودند، ورود یک محموله سوخت به ساکنان این فرصت را داد تا وسایل نقلیه خود را برای سفر به ارمنستان سوخت‌گیری کنند، و در ۲۵ سپتامبر، پمپ بنزین‌ها در استپاناکرت شروع به توزیع سوخت بدون هیچ هزینه‌ای برای کسانی کردند که به آنجا رفتند. با این حال، در میان خطوط گسترده در یک پمپ بنزین در برکادزور، یک مخزن سوخت زیرزمینی ۵۰ تنی منفجر شد که منجر به کشته شدن حداقل ۱۷۰ نفر و زخمی شدن صدها نفر دیگر شد. بیشتر قربانیان برای تهیه سوخت برای وسایل نقلیه خود در حالی که در مسیر ارمنستان بودند در صف ایستاده بودند. قربانیان با درجات مختلف سوختگی در مرکز پزشکی جمهوری آرتساخ، امکانات سازمان جامعه آرویک، امکانات پزشکی در ایوانیان و ایستگاه پزشکی نیروهای حافظ صلح روسی تحت مداوا قرار گرفتند. ۱۴۲ نفر از مجروحان بعداً به ارمنستان آورده شدند.
تا ۲۶ سپتامبر، دولت ارمنستان اعلام کرد که حداقل ۲۸۰۰۰ نفر از قره‌باغ کوهستانی گریخته‌اند که معادل یک چهارم جمعیت این منطقه است.
تا ۲۷ سپتامبر، مقامات ارمنستان گزارش دادند که بیش از ۵۰۰۰۰ پناهجو از قره‌باغ کوهستانی به ارمنستان رفته‌اند، از جمله ۱۷۰۰۰ کودک. در رویدادهای جداگانه در ۲۷ سپتامبر، روبن واردانیان، یک مقام بلندپایه سابق دولت آرتساخ و یک تاجر برجسته، درست زمانی که می‌خواست وارد ارمنستان شود، توسط نیروهای آذربایجان دستگیر شد، و گزارش‌های غیرنظامی از روستای واغوحاس گزارش کردند که سربازان باکویی وارد روستا شده و با شلیک اسلحه در هوا، اهالی را دعوت به فرار کردند.
تا ۲۸ سپتامبر، تعداد مهاجران به ارمنستان از ۶۵۰۰۰ نفر فراتر رفت که بیش از نیمی از کل جمعیت قره‌باغ کوهستانی را تشکیل می‌داد. مسیر تخلیه از استپاناکرت به ارمنستان برای روزها مسدود بود و بسیاری مجبور به خوابیدن در ماشین‌های خود در شب‌ها شدند. چیزی که معمولاً یک رانندگی ۲ ساعته است که برای بسیاری از افراد تخلیه شونده به یک سفر آزارکننده ۳۰ ساعته تبدیل شده بود.
تا ۲۹ سپتامبر، تعداد پناهندگان به ۹۷۷۰۰ نفر رسید. پناهندگان گزارش دادند که روزها را در صف تخلیه سپری کرده‌اند و تنها چند صد متر در روز پیش می‌روند. آناهیت آوانسیان، وزیر بهداشت ارمنستان گفت که برخی از پناهجویان در حین حمل و نقل به دلیل خستگی ناشی از سوء تغذیه، کمبود دارو و زمان سفر که تا ۴۰ ساعت به طول انجامید، جان خود را از دست دادند.
تا ۳۰ سپتامبر، تعداد پناهندگان به ۱۰۰۴۰۰ نفر رسید. در ۲ اکتبر، آخرین اتوبوس حامل پناهندگان متشکل از افراد دارای بیماری‌های جدی یا مشکلات حرکتی وارد ارمنستان شد. دولت ارمنستان اعلام کرد که ۱۰۰۵۱۴ نفر از ۱۲۰۰۰۰ نفر جمعیت قره‌باغ کوهستانی تا ۲ اکتبر آواره شده‌اند، که تا ظهر ۳ اکتبر به ۱۰۰۶۱۷ نفر رسید. هیئت سازمان ملل که مأموریت بازدید از منطقه را برعهده داشت، از زبان گفتگوکنندگان شنید که در اول اکتبر تنها ۵۰ تا ۱۰۰۰ ارمنی در کل منطقه قره‌باغ باقی مانده بودند.
در ۱۹ اکتبر، کمیته بین‌المللی صلیب سرخ گزارش داد که «تعداد کمی از مردم، یا به انتخاب خود یا به دلیل اینکه نمی‌توانند به تنهایی از خانه خارج شوند، در خانه‌های خود باقی می‌مانند.» کمیته بین‌المللی صلیب سرخ غذا، مراقبت‌های پزشکی، خدمات ارتباطی و حمل و نقل را برای ساکنان باقی‌مانده فراهم کرده‌است.
پشتیبانی ارمنستان
برای کمک به تخلیه، ۴۶ اتوبوس که معمولاً برای ترابری عمومی در ایروان تعیین شده بودند، ۱۵۶۰ نفر را در ۲۸ سپتامبر از استپاناکرت به گوریس منتقل کردند. ارمنستان همچنین ۲۳ آمبولانس را به همراه متخصصان و صلیب سرخ به آرتساخ فرستاد که با انتقال ۲۳ مجروح شدید از آرتساخ به ارمنستان بازگشت.
در ارمنستان، تئاتر شهر گوریس به پایگاهی برای صلیب سرخ برای اسکان پناهندگان تبدیل شد. بعدها یک مرکز ثانویه در وایک افتتاح شد.

## اتهامات نسل‌کشی و پاکسازی قومی
تحلیلگران سیاسی مختلف به همراه ساکنان قره باغ بر این باورند که هدف اصلی آذربایجان از حمله، پاکسازی قومی است. لوئیس مورنو اوکامپو، دادستان دادگاه کیفری بین‌المللی، هشدار داد که شرایطی مشابه نسل‌کشی ارمنی‌ها در حال شکل‌گیری است و بیان کرد که محاصره آذربایجان ناقض ماده دوم ج از کنوانسیون نسل‌کشی ۱۹۴۸ است و «به عمد بر ایجاد شرایط زندگی گروهی برای تخریب فیزیکی آن به‌طور کلی یا جزئی اعمال می‌شود». ، و این تهاجم ماده دوم الف و ماده دوم ب را نقض می‌کند. او هشدار داد که کم‌تحرکی جامعه بین‌المللی می‌تواند آذربایجان را جسور کند و آنها را آگاه کند که عواقب قابل توجهی برای ارتکاب نسل‌کشی نداشته باشند. اوکامپو همچنین با انکار علی‌اف دربارهٔ تلاش برای پاکسازی قومی مقابله کرد و خاطرنشان کرد که علی‌اف اغلب ارمنستان را «آذربایجان غربی» می‌خواند و اعلام می‌کرد که «ارمنستان کنونی سرزمین ماست». اوکامپو در مصاحبه‌ای بعد از اینکه همه ارمنی‌ها از قره‌باغ کوهستانی رانده شده بودند، اعلام کرد که این یک نسل‌کشی است، در حالی که ایالات متحده و دیگر مراقبان بین‌المللی را به نادیده‌گرفتن عمدی خطر نسل‌کشی برای اجتناب از تعهد به جلوگیری از نسل‌کشی متهم کرد.".
کارشناسان حقوقی بین‌المللی، پریا پیلای و ملانی اوبراین، استاد مدعو در دانشگاه مینه‌سوتا و رئیس انجمن بین‌المللی دانشمندان نسل‌کشی، این آوارگی جمعی را جنایت جنگی یا جنایت علیه بشریت توسط آذربایجان توصیف کردند. این توصیف مبتنی بر محیط اجباری ایجاد شده‌است، ابتدا از طریق محاصره و متعاقباً حمله، که منجر به نسل‌کشی بالقوه هویت متمایز ارمنی‌های آرتساخ می‌شود. دیوید شفر، اولین سفیر ایالات متحده برای عدالت کیفری جهانی، نوشت که ارمنی‌های قره‌باغ کوهستانی پاکسازی قومی شدند و پس از نهایی شدن وضعیت خود در دادگاه کیفری بین‌المللی، ارمنستان می‌تواند برای تحقیقات دیوان کیفری بین‌المللی و سیاسی آذربایجان درخواست کند. و رهبران نظامی را می‌توان به صلاحیت دادگاه بین‌المللی کیفری کشاند. اتهامات پاکسازی قومی آذربایجان توسط نیکول پاشینیان، نخست‌وزیر ارمنستان، پارلمان اروپا، وزارت امور خارجه قبرس، شورای روابط خارجی مطرح شدند.
مقامات باکو اتهامات مربوط به جنایات جنگی را رد کرده و در پاسخ از ارمنی‌ها خواستند در منطقه بمانند. منابع گزارش دادند که آذربایجان نقشه‌ای را برای تغییر نام خیابانی در استپاناکرت، پایتخت قره‌باغ کوهستانی، به نام یکی از محرکان اصلی نسل‌کشی ارمنی‌ها، انور پاشا، منتشر کرده‌است. آذربایجان طی یک پرونده در دیوان بین‌المللی دادگستری این موضوع را مورد مناقشه قرار داد و گفت: «هیچ خیابانی در خانکندی تغییر نام نداده‌است». در حالی که نماینده USAID گفت که آنها از «گزارش‌های نگران کننده خشونت علیه غیرنظامیان» آگاه هستند و از کسانی که از «خشونت، محرومیت و ترس از زندگی تحت حکومت آذربایجان» فرار کرده‌اند، شهادت جمع‌آوری می‌شود. در ۵ اکتبر، پارلمان اروپا پیشنهاد مشترکی برای قطعنامه ارائه کرد که در آن بیان می‌کرد که فرار ارمنی‌ها از قره باغ «به منزله پاکسازی قومی» است و حمله نظامی آذربایجان «نقض فاحش حقوق بشر و قوانین بین‌المللی» است.

## واکنش‌های بین‌المللی
در پاسخ به بحران انسانی، تعدادی از کشورها متعهد شدند که به پناهندگان ارمنی کمک کنند، از جمله ایران که ۵۰ تن کمک به ساکنان اجباری آواره آرتساخ اهدا کرد، بریتانیا با ۱ میلیون پوند و اتحادیه اروپا با تعهد ۵ میلیون یورو. سامانتا پاور، رئیس USAID، همراه با یوری کیم، دستیار موقت وزیر امور خارجه آمریکا در امور اروپا و اوراسیا، برای بازدید از مردم آسیب‌دیده وارد ارمنستان شد و ۱۱٫۵ میلیون دلار کمک بشردوستانه را متعهد شدند. پاور گفت که "بسیاری از کسانی که وارد شده بودند، به گفته پزشکان در صحنه، از "سوء تغذیه شدید" رنج می‌بردند. در ۲۸ سپتامبر، USAID یک تیم واکنش کمک در بلایای طبیعی را برای کمک به هماهنگی واکنش بشردوستانه ایالات متحده به منطقه فرستاد. قبرس اعلام کرد که آماده ارائه کمک‌های بشردوستانه به ارمنی‌های آواره شده‌است و در حال بررسی راه‌هایی برای میزبانی تعدادی از پناهندگان ارمنی در صورت لزوم است.
ارمنستان از دیوان بین‌المللی دادگستری درخواست کرد تا حکم فوریه ۲۰۲۳ خود را تأیید کند که به آذربایجان دستور می‌دهد عبور آزاد از کریدور لاچین را تضمین کند و «از همه اقدامات مستقیم یا غیرمستقیم به منظور هدف قرار دادن جابجایی ارمنی‌های قومی باقی‌مانده در منطقه خودداری کند».